# Lindhard Ø
Lindhard Ø är en ö i Tunu på Grönland. Dess yta är 263 km2. Den hade inga invånare år 2005.